# رافاييل أوبرادور
رافاييل أوبرادور (بالإسبانية: Rafael Obrador) هو لاعب كرة قدم إسباني، ولد في 24 فبراير 2004 في كامبوس في إسبانيا.

## الإنجازات
ريال مدريد
- دوري أبطال أوروبا: 2023–24[4]

## وصلات خارجية
- رافاييل أوبرادور على موقع الاتحاد الأوربي (الإنجليزية)
- رافاييل أوبرادور على موقع قاعدة بيانات كرة القدم.إي يو (الإنجليزية)
- رافاييل أوبرادور على موقع Soccerway.com (الإنجليزية)
- رافاييل أوبرادور على موقع عالم كرة القدم.نت (الإنجليزية)
- رافاييل أوبرادور على موقع AS.com (الإسبانية)